# Nanger granti
La gacela de Grant o gacela suara (Nanger granti) es una especie de mamífero artiodáctilo de la familia Bovidae oriunda de África Oriental. Debe su nombre al explorador escocés James Augustus Grant. 

## Descripción
De aspecto similar a la gacela de Thomson es, sin embargo, de mayor tamaño; de hecho, se trata de una de las más grandes del género. De color leonado, con máscara facial y vientre claro, sus cuernas son bastante grandes, anilladas y de color negro, aunque varían de forma según la variedad, y están presentes en ambos géneros. La banda negra que cruza el vientre en la gacela de Thomson prácticamente no aparece en la gacela de Grant.

## Comportamiento
Sus hábitos son más desérticos que los de otras especies de gacela, aunque no se encuentra en los mismos parámetros que la gacela dama (antílope mhör) o la gacela de Sömering. Por tanto, su organismo es más resistente al calor y la falta de agua.
La estructura social de la gacela de Grant es similar a la de otras especies de ungulados artidácilos de carácter gregario. Las manadas están constutidas por grupos de hembras y sus crías, mientras que los machos, una vez independizados de la unidad familiar, se reúnen en clanes de jóvenes machos hasta que, una vez alcanzada la madurez, pueden hacerse solitarios. Durante la época de cría, que coincide con la estación de lluvias, los machos marcan un territorio (harem) en donde defienden a un grupo de hembras de su propiedad frente a otros machos.
Aparte del hombre, la gacela de Grant sufre un alto nivel de depredación por parte de leones, hienas y licaones, aunque el principal enemigo son el guepardo y el leopardo. Ocasionalmente, como recentales, son atacadas por chacales o algunas rapaces, como el águila marcial.